# Quilessa hemifuscata
Quilessa hemifuscata är en insektsart som beskrevs av Ramos 1957. Quilessa hemifuscata ingår i släktet Quilessa och familjen Kinnaridae. Inga underarter finns listade i Catalogue of Life.